# Gabriella Cristiani
Gabriella Cristiani (ur. 22 maja 1949 w Foggii) – włoska montażystka filmowa. Laureatka Oscara za najlepszy montaż do filmu Ostatni cesarz (1987) Bernardo Bertolucciego. Za film ten zdobyła również Davida di Donatello oraz nominację do nagrody BAFTA.
Stała współpracowniczka reżysera Bernardo Bertolucciego, któremu zawdzięcza swoje największe zawodowe sukcesy. Zaczęła z nim pracować w latach 70. jako asystentka montażysty przy filmach Ostatnie tango w Paryżu (1972) i Wiek XX (1976). Później zmontowała dla niego już samodzielnie filmy Księżyc (1979), Tragedia człowieka śmiesznego (1981) i Pod osłoną nieba (1990).